# Cetonana
Genre
Synonymes
- Ceto Simon, 1874 nec Gistl, 1848

Cetonana est un genre d'araignées aranéomorphes de la famille des Trachelidae.

## Distribution
Les espèces de ce genre se rencontrent au Brésil, en Europe et en Chine.

## Liste des espèces
Selon World Spider Catalog (version 22.0, 15/03/2021) :
- Cetonana laticeps (Canestrini, 1868)
- Cetonana petrunkevitchi Mello-Leitão, 1945
- Cetonana shaanxiensis Jin, Yin & Zhang, 2017

## Publications originales
- Strand, 1929 : « Zoological and palaeontological nomenclatorical notes. » Acta Universitatis Latviensis, vol. 20, p. 1-29.
- Simon, 1874 : Les arachnides de France. Paris, vol. 1, p. 1-272.